# Francesco Monterisi
Francesco Monterisi (Sinh 1934) là một Hồng y người Italia của Giáo hội Công giáo Rôma. Ông hiện đảm nhiệm vai trò Hồng y Đẳng Phó tế Nhà thờ S. Paolo alla Regola. Ông từng đảm nhận chức danh Tổng linh mục Vương cung thánh đường Thánh Phaolô Ngoại thành trong khoảng thời gian ngắn từ năm 2009 đến năm 2012.
Xuất thân từ ngành ngoại giao Tòa Thánh và có thời gian dài làm việc trong Giáo triều Rôma, Hồng y Francesco Monterisi từng đảm nhiệm nhiều vai trò và chức vụ khác nhau, cụ thể ông từng đảm nhiệm các vai trò: Quyền Sứ thần Tòa Thánh tại Hàn Quốc (1982-1987), Khâm sứ Đại diện Giáo hoàng Phủ Quốc vụ khanh Tòa Thánh (1990-1998), Sứ thần Tòa Thánh tại Bosnia và Herzegovina (1993-1998), Tổng Thư kí Thánh bộ Giám mục (1998-2009), Tổng Thư ký Hồng y đoàn  (1998-2009). Ông được vinh thăng Hồng y tại công nghị được cử hành ngày 20 tháng 11 năm 2010.

## Tiểu sử
Hồng y Francesco Monterisi sinh ngày 28 tháng 5 năm 1934, tại Barletta, Italia. Sau quá trình tu học dài hạn tại các cơ sở chủng viện theo quy định của Giáo luật, ngày 16 tháng 3 năm 1957, Phó tế Monterisi, 23 tuổi, tiến đến việc được truyền chức linh mục. Nghi thức truyền chức cho tân linh mục được cử hành bởi Tổng giám mục Reginaldo Giuseppe Maria Addazi, O.P, Tổng giám mục đô thành Tổng giáo phận Trani e Barletta (e Nazareth e Bisceglie). Tân linh mục cũng là thành viên linh mục đoàn Giáo phận này.
Sau 25 năm thi hành các công việc mục vụ trên cương vị cũng như thẩm quyền của một linh mục, ngày 24 tháng 12 năm 1982, Tòa Thánh loan báo tin Giáo hoàng đã tuyển chọn linh mục Francesco Monterisi, 48 tuổi, gia nhập Giám mục đoàn Công giáo Hàon vũ, với vị trí được bổ nhiệm là Tổng giám mục hiệu tòa Alba Maritima, kiêm nhiệm vai trò Quyền Sứ thần Tòa Thánh tại Hàn Quốc. Lễ tấn phong cho vị giám mục tân cử được tổ chức sau đó vào ngày 6 tháng 1 năm 1983, với phần nghi thức chính yếu được cử hành cách trọng thể bởi 3 giáo sĩ cấp cao: chủ phong là đương kim Giáo hoàng, Giáo hoàng Gioan Phaolô II; hai vị giáo sĩ còn lại, với vai trò phụ phong, gồm có Tổng giám mục Eduardo Martínez Somalo, Chánh Văn phòng Quốc vụ khanh Tòa Thánh và Tổng giám mục Duraisamy Simon Lourdusamy, Tổng Thư ký Thánh bộ Rao giảng Phúc Âm cho các Dân tộc (còn gọi là Thánh bộ Truyền giáo). Tân giám mục chọn cho mình châm ngôn:FORTITUDO MEA DOMINUS.
Ngày 20 tháng 6 năm 1987, ông được bổ nhiệm làm Chánh Văn phòng Các vấn đề khác, thuộc Phủ Quốc vụ khanh Tòa Thánh.
Kể từ ngày 28 tháng 8 năm 1990, ông đảm nhận chức vụ Khâm sứ Đại diện Giáo hoàng Phủ Quốc vụ khanh Tòa Thánh. Tòa Thánh quyết định cắt đặt Tổng giám mục Francesco Monterisi đảm nhiệm kiêm nhiệm thêm vai trò Sứ thần Tòa Thánh tại Bosnia và Herzegovina. Thông tin bổ nhiệm này chính thức được công bố vào ngày 11 tháng 6 năm 1993.
Các nhiệm vụ Sứ thần Tòa Thánh tại Bosnia và Herzegovina và Khâm sứ Đại diện Giáo hoàng Phủ Quốc vụ khanh Tòa Thánh của Tổng giám mục Francesco Monterisi chấm dứt bằng quyết định của Tòa Thánh ấn ký ngày 7 tháng 3 năm 1998, qua đó tuyển chọn Tổng giám mục này vào vị trí Tổng thư kí Thánh bộ Giám mục và Tổng Thư kí Hồng y đoàn.
Ngày 7 tháng 3 năm 2009, ông được chuyển làm Tổng linh mục Vương cung thánh đường Thánh Phaolô Ngoại thành, kết thúc nhiệm vụ Tổng Thư kí Thánh bộ Giám mục. Riêng chức vụ Tổng Thư kí Hồng y đoàn, ông đảm nhận đến ngày 21 tháng 10 năm 2009.
Qua Công nghị Hồng y 2010 được cử hành vào ngày 20 tháng 11, Giáo hoàng Biển Đức quyết định vinh thăng Tổng giám mục Francesco Monterisi tước vị Hồng y. Tân Hồng y thuộc Đẳng Hồng y Phó tế và Nhà thờ được chỉ định là Nhà thờ S. Paolo alla Regola. Tân Hồng y đã đến cử hành các nghi thức nhận nhà thờ hiệu tòa của mình vào ngày 12 tháng 2 năm 2011.